# Ação Democrática Independente
A Acção Democrática Independente (ADI) é um partido político de São Tomé e Príncipe. Foi criado em 1994 pelo então presidente Miguel Trovoada.
É um dos principais partidos de São Tomé, sendo desde as eleições parlamentares de 2011, o maior partido da Assembleia Nacional.

## Histórico
O partido participou das eleições presidenciais de 29 julho 2001, em que seu candidato, Fradique de Menezes, ganhou 55,2% dos votos e foi eleito presidente. Após as eleições, Fradique de Menezes se juntou a um novo partido - o Movimento Democrático das Forças da Mudança – Partido Liberal. Na eleição legislativa realizada em 3 de março de 2002, a Ação Democrática Independente foi o principal partido da coligação eleitoral Uê-Kédadji, que conquistou 16,2% dos votos populares e 8 de 55 assentos. A ADI deixou essa aliança e nas eleições parlamentares de 2006, ganhou 11 dos 55 assentos. Na eleição presidencial de julho de 2006 o seu líder, Patrice Trovoada, concorreu como o único grande candidato da oposição, mas ele foi derrotado por Fradique de Menezes.
Trovoada tornou-se primeiro-ministro em fevereiro de 2008, mas foi derrubado em maio 2008 com uma moção de censura proposto pelo Movimento de Libertação de São Tomé e Príncipe - Partido Democrático Social (MLSTP-PSD). Em junho de 2008 Menezes pediu apoio ao MLSTP-PSD para formar um novo governo. A ADI não aceitou a proposta do MLSTP-PSD e de Menezes, argumentando que isto era inconstitucional, pois já era tarde demais para que a legislatura formasse um governo. A questão foi levada ao Supremo Tribunal de Justiça.
Nas eleições parlamentares de 2010 a ADI conquistou a maioria das cadeiras da Assembleia Nacional, com 26 cadeiras.
Em 2014 ADI ganhou as eleições com maioria absoluta, em 2018 apesar de ter ganho não conseguiu formar governo, uma vez que os partidos que estavam até então na oposição reuniram-se e obtiveram a maioria dos deputados no parlamento.
Em 2022 ADI conquista 30 cadeiras na Assembleia Nacional de São Tomé e Príncipe o que corresponde a maioria absoluta- A segunda em democracia pluralista. 

## Resultados Eleitorais

### Eleições presidenciais
| Data | Candidato apoiado   | 1.ª Volta | 1.ª Volta | 1.ª Volta    | 2.ª Volta | 2.ª Volta | 2.ª Volta     |
| Data | Candidato apoiado   | CI.       | Votos     | %            | CI.       | Votos     | %             |
| ---- | ------------------- | --------- | --------- | ------------ | --------- | --------- | ------------- |
| 1996 | Miguel Trovoada     | 1.º       | 15 344    | 41,4 / 100,0 | 1.º       | 19 887    | 52,7 / 100,0  |
| 2001 | Fradique de Menezes | 1.º       | 25 896    | 55,2 / 100,0 |           |           |               |
| 2006 | Patrice Trovoada    | 2.º       | 22 339    | 38,8 / 100,0 |           |           |               |
| 2011 | Evaristo Carvalho   | 2.º       | 13 125    | 21,8 / 100,0 | 2.º       | 31 308    | 47,1 / 100,0  |
| 2016 | Evaristo Carvalho   | 1.º       | 34 522    | 49,9 / 100,0 | 1.º       | 41 820    | 100,0 / 100,0 |
| 2021 | Carlos Vila Nova    | 1.º       | 35 342    | 43,3 / 100,0 | 1.º       | 45 534    | 57,6 / 100,0  |

### Eleições legislativas
| Data | CI. | Votos  | %             | +/-   | Deputados | +/- | Status   |
| ---- | --- | ------ | ------------- | ----- | --------- | --- | -------- |
| 1994 | 2.º | 6 660  | 26,3 / 100,0  |       | 14 / 55   |     | Oposição |
| 1998 | 2.º | 8 222  | 28,3 / 100,0  | 2,0   | 16 / 55   | 2   | Oposição |
| 2002 | 3.º | 6 398  | 16,2 / 100,0  | 12,1  | 8 / 55    | 8   | Governo  |
| 2006 | 3.º | 10 678 | 20,5 / 100,0  | 4,3   | 11 / 55   | 3   | Oposição |
| 2010 | 1.º | 29 588 | 42,2 / 100,0  | 21,7  | 26 / 55   | 15  | Governo  |
| 2014 | 1.º | 35 267 | 52,6 / 100,0  | 10,4  | 33 / 55   | 7   | Governo  |
| 2018 | 1.º | 32 805 | 41,8 / 100,0  | 10,8  | 25 / 55   | 8   | Oposição |
| 2022 | 1.º | 36 212 | 54,55 / 100,0 | 12,67 | 30 / 55   | 5   | Governo  |